# Manchester (Californie)
Pour les articles homonymes, voir Manchester (homonymie).
Manchester est une census-designated place située dans le comté de Mendocino, dans l’État de Californie, aux États-Unis. Sa population s’élevait à 195 habitants lors du recensement de 2010.

## Histoire
Le bureau de poste de la localité a ouvert en 1871, a été fermé en 1876 et rouvert en 1877. Elle a été nommée d’après Manchester, en Angleterre, d’où était originaire un des premiers habitants.

## Démographie
| 2000 | 2010 | - | - | - | - |
| ---- | ---- | - | - | - | - |
| 130  | 195  | - | - | - | - |

## Source
- (en) Cet article est partiellement ou en totalité issu de l’article de Wikipédia en anglais intitulé « Manchester, California » (voir la liste des auteurs).

1. ↑  « Statistiques des États-Unis - Californie - Profils des communautés de 2010 » (consulté en novembre 2020)